# خدرنق منغولي
خدرنق منغولي (الاسم العلمي: Cheiracanthium mongolicum) هو نوع من العنكبوتيات يتبع جنس الخدرنق من الفصيلة العناكب الكيسية.